# Єринов Грич
Єринов Грич (словен. Jerinov Grič) — поселення в общині Врхника, Осреднєсловенський регіон, Словенія. 
Висота над рівнем моря: 550,4 м.